# Euxoa nigrovittata
Euxoa nigrovittata là một loài bướm đêm trong họ Noctuidae.